# مالكية حبيبية
مالكية حبيبية (الاسم العلمي: Malikia granosa) هي نوع من البكتيريا، سلبية الغرام، تتبع المالكيات.